# Swoboda (Michałów)
Swoboda – część wsi Michałów w Polsce, położona w województwie świętokrzyskim, w powiecie ostrowieckim, w gminie Bałtów. Wchodzi w skład sołectwa Michałów.
W latach 1975–1998 Swoboda administracyjnie należała do województwa kieleckiego.
Wierni Kościoła rzymskokatolickiego należą do parafii Matki Bożej Bolesnej w Bałtowie.